# Sumitomo Light Metal Industries
Sumitomo Light Metal Industries (яп. 住友軽金属工業株式会社) — японська компанія, що працює в галузі кольорової металургії. Входить до кейрецу Sumitomo Group.

## Історія
Роком заснування компанії вважається 1897, коли в Осаці був відкритий завод з виробництва мідного прокату. Роком пізніше починається виробництво алюмінієвого прокату.
В 1935 бізнес з виробництва мідного і алюмінієвого прокату, а також завод з виробництва сталі були об'єднані в одну компанію Sumitomo Metal Industries Co., Ltd.
В 1959 підрозділ кольорових металів було виділено в окрему компанія з сучасною назвою Sumitomo Light Metal Industries Co., Ltd.
В 1962 компанія об'єднується з Maruni Shokai Co., Ltd.
В 1969 вводиться в дію новий завод в Касіві.
В 1973 засновується дочірня компанія Sumikei Aluminium Industries Co., Ltd. (була розформована в 1982 році).
В 1988 відбувається об'єднання з Sansen Real Estate Co., Ltd., в 1991 — з Nagoya Kosan Co., Ltd.
У 1995 році засновуються дочірні товариства Sumikei Memory Disc Malaysia Sdn. Bhd. і Sumikei (Guangzhou) Metal Products Ltd.
З 2000 компанія співпрацює з Kobe Steel.
В 2011 відкривається дочірнє товариство Sumikei Copper Tube Co., LTD.

## Компанія сьогодні
В цей час бізнес компанії складається з 3 основних дивізіонів: алюмінієвий прокат, мідні труби та вироби з міді та алюмінію.